# João Lisboa
João Lisboa är en kommun i Brasilien.   Den ligger i delstaten Maranhão, i den nordöstra delen av landet, 1 200 km norr om huvudstaden Brasília. Antalet invånare är 20 381.
Omgivningarna runt João Lisboa är huvudsakligen savann. Runt João Lisboa är det glesbefolkat, med 19 invånare per kvadratkilometer.